# David von Neumann

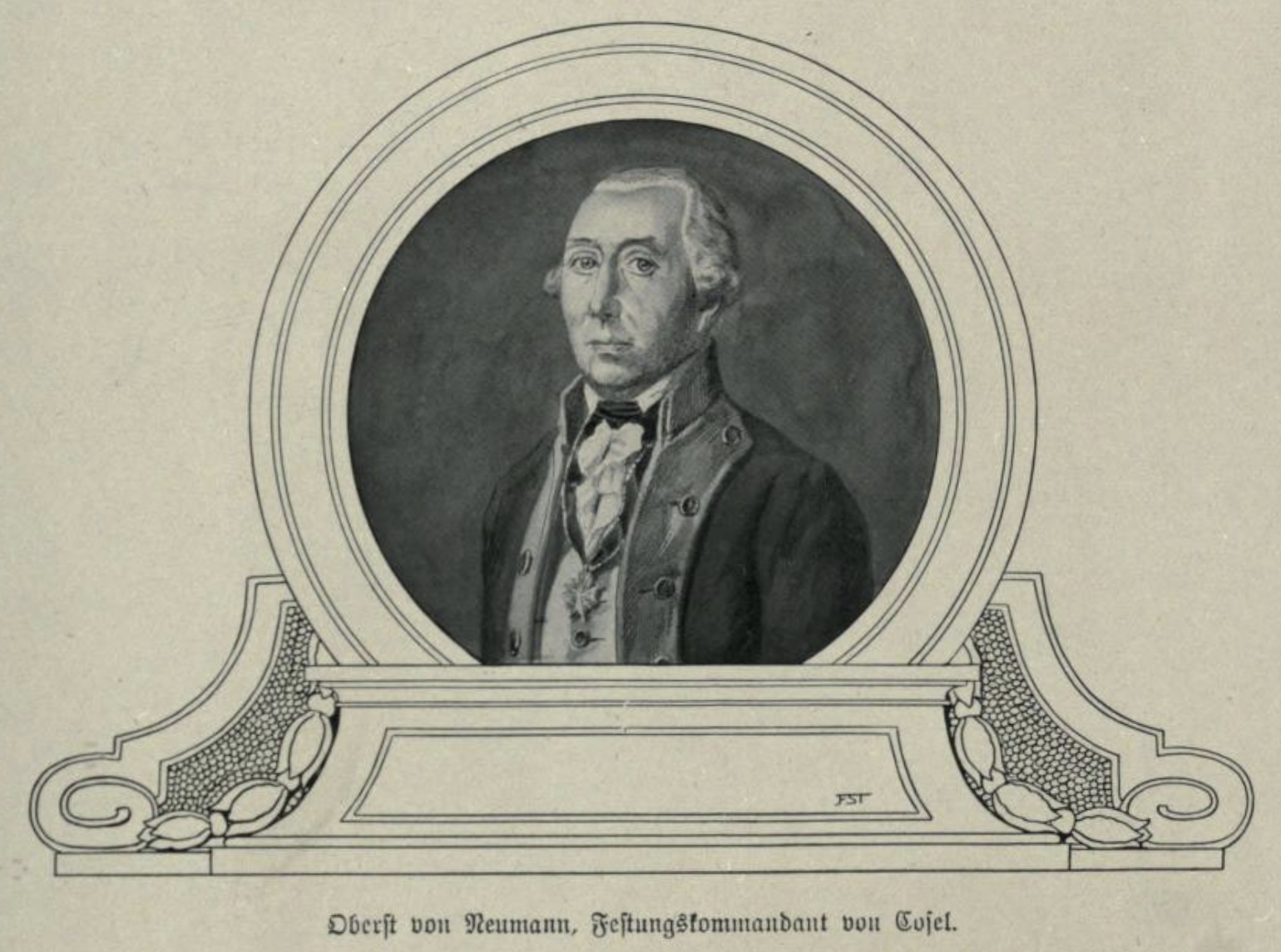
David von Neumann (Franz Stassen, c. 1901)

David Neumann, ab 1779 von Neumann, (* 29. August 1734 in Königsberg; † 16. April 1807 in Cosel) war ein preußischer Generalmajor, der als Verteidiger der Festung Cosel im Jahr 1807 bekannt wurde.

## Leben
David Neumann entstammte einer bürgerlichen ostpreußischen Familie und war der Sohn des gleichnamigen Kaufmanns und dessen Ehefrau Katharina Elisabeth geb. Schwartz. Er hatte sich am 7. Mai 1753 an der Albertus-Universität Königsberg immatrikuliert und war Hofmeister der Söhne des Kanzlers Friedrich Alexander von Korff.

### Offizier unter drei preußischen Königen und in drei Kriegen
Bei Ausbruch des Siebenjährigen Krieges trat Neumann in das Freikorps von Kleist der Preußischen Armee ein. Im Januar 1760 wurde er Sekondeleutnant. Er kämpfte in der Schlacht bei Freiberg sowie im Gefecht bei Döbeln. Nach dem Frieden von Hubertusburg behielt König Friedrich II. Neumann in der Armee und versetzt ihn im März 1763 in das Infanterieregiment „von Lestwitz“. In der Folgezeit war er zur Kartografierung des Geländes bei Glatz, Schweidnitz und Jauernick in Schlesien kommandiert.
Seit 1770 Premierleutnant, nahm Neumann 1778/79 am Bayerischen Erbfolgekrieg teil und fungierte hierbei als Generaladjutant beim Regimentschef Hans Christoph von Rothkirch u. a. im Gefecht bei Zuckmantel. Für seine Verdienste wurde Neumann auf Betreiben Rothkirchs am 9. Juni 1779 in den preußischen Adelsstand erhoben. Am 1. Februar 1784 folgte Neumanns Beförderung zum Kapitän, dann zum Kompaniechef in seinem Regiment und am 9. Dezember 1792 zum Major.
Im Feldzug 1795/95 kämpfte Neumann bei Kaiserslautern, beteiligte sich an der Blockade von Landau sowie an den Gefechten bei Hochheim, Saarbrücken und Bouvines. Seit 27. März 1793 war er Generalquartiermeister beim Korps Knobelsdorff und wurde für seine Verdienste während des Gefechts bei Saingain am 3. August 1793 mit dem Pour le Mérite dekoriert. Im Jahr 1794 schickte ihn König Friedrich Wilhelm II. nach Koblenz, um die Truppen des Kurfürsten von Trier zu organisieren und die Verteidigung vorzubereiten. Bei der Aufstellung des Infanterieregiments „Courbière“ wurde Neumann 1797 dessen erster Kommandeur und am 26. Mai 1801 von Friedrich Wilhelm III. zum Oberstleutnant befördert.

### Kommandant von Cosel

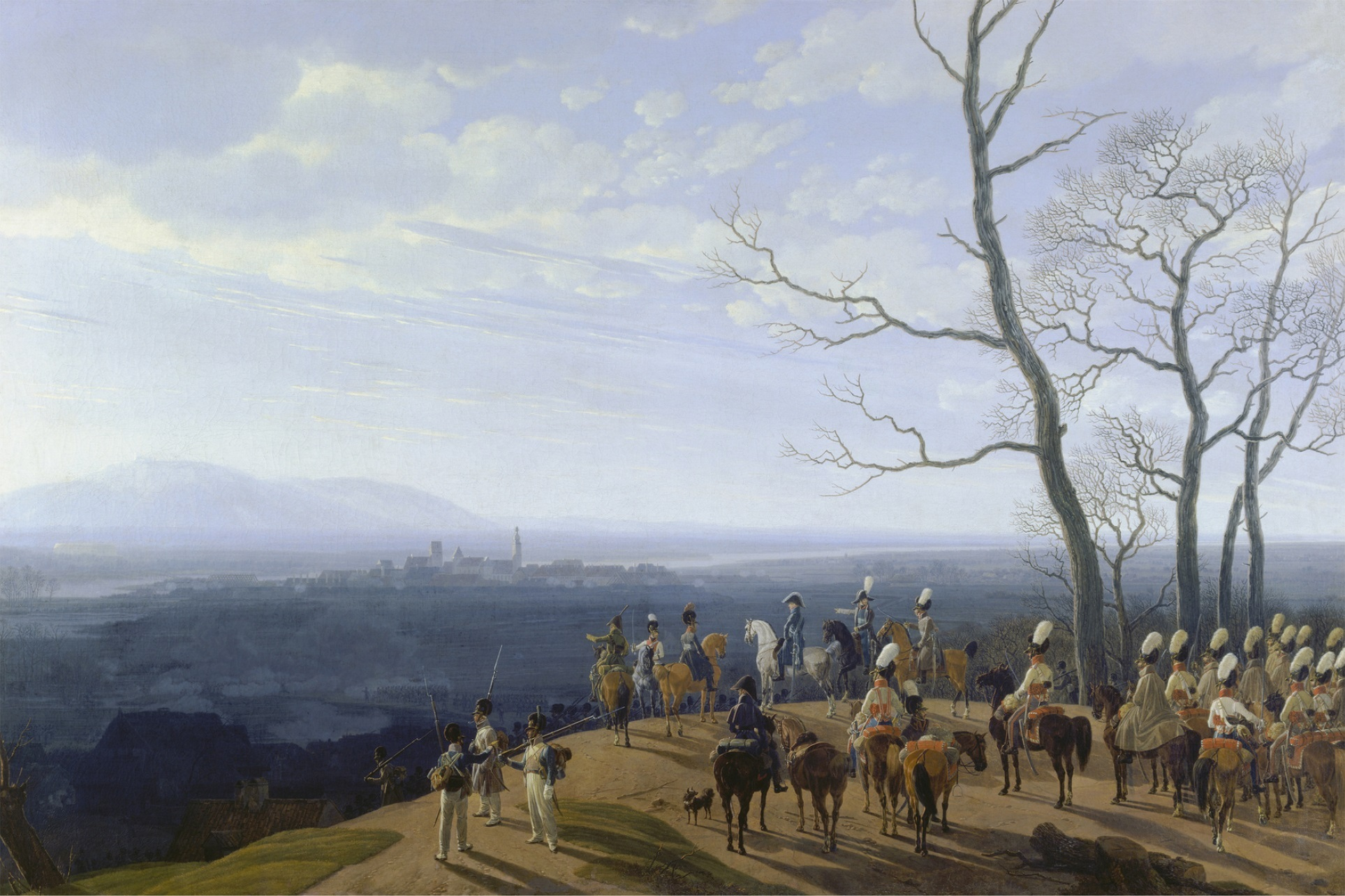
Wilhelm von Kobell: Die Belagerung von Kosel (1808)

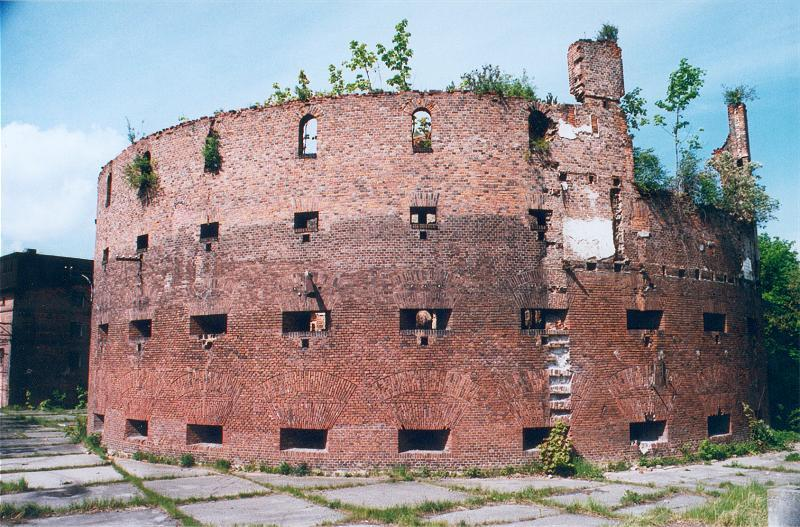
Dem Friedrich-Wilhelms-Turm fehlte 1807 noch das bombensichere Dach. Eine mehrere Meter dicke Erdschicht musste es ersetzen. Zustand im Jahr 2004

Am 11. September 1802 ernannte ihn der König in Anerkennung seiner Verdienste und weil er ihm die „Beschwernisse des Felddienstes“ fernerhin ersparen wollte zum Kommandanten der seit 1797 im Bau befindlichen Festung Cosel (Ko’zle) mit einem Gehalt von 1200 Talern sowie einer Zulage von 500 Talern und beförderte ihn am 24. August 1804 zum Oberst.
Bei Beginn des Vierten Koalitionskriegs lagen die Festungsanlagen Cosels noch größtenteils im Rohbau. Mit Umsicht und Energie hatte Neumann die Anlagen und das Inundationssystem notdürftig instand setzten lassen. Für die 6000 Mann der vorgesehenen Besatzung reichten die Vorräte für zwei Monate. Es waren aber nur 4300 Mann vorhanden. Die Masse der Mannschaften bestand aus feldzugsuntauglichen Dritten Bataillonen und neu aufgestellten Nationalbataillonen, die nur mit Sensen und Lanzen bewaffneten waren. Die Kantone der Coseler Garnison lagen überwiegend in Oberschlesien und Neuschlesien. Die polnischen Rekruten mussten von dort mit Gewalt herangeschafft werden und neigten zur Fahnenflucht.
Am 23. Januar 1807 schlossen französische und bayerische Truppen unter General Deroy Cosel ein. Trotz absehbarer Disziplinprobleme und ohne jede Aussicht auf Entsatz lehnte Neumann eine Aufforderung zur Kapitulation entschieden ab, woraufhin am 3. Februar die Belagerung und das Bombardement der Festung begann. Neumanns hartnäckige Verteidigung der Festung hatte zur Folge, dass die Stellungen der Belagerer durch die Frühjahrsschmelze im März zweimal von der Oder überschwemmt wurden. Am 15. März gaben sie ihre Stellungen vor Cosel auf, zogen zugunsten der Belagerungen von Glogau ihre Geschütze ab, räumten das rechte Oderufer und beschränkten sich auf eine Teilblockade der Festung. Neumann befahl sofort einen Ausfall und veranlasste Lieferungen von Lebensmitteln und sonstigen Bedarfsgütern in die Festung. Ende März gelang es Neumanns Sohn, Leutnant August Wilhelm von Neumann, die Erfolgsmeldung durch die französischen Linien zum König nach Königsberg zu bringen.
David von Neumann starb am 16. April 1807 nach einer Unfallverletzung an Wundbrand. Beerdigt wurde er auf der Rheinsdorfer Bastion in Cosel.
Die Festung war Ende April enger umschlossen worden und litt dann unter dem Mangel an Trinkwasser. Immer mehr Soldaten gingen in den folgenden Wochen in den Lazaretten zugrunde. Schließlich schloss Neumanns Nachfolger Oberst Ludwig Wilhelm von Puttkamer (1739–1820) am 10. Juni eine Kapitulation mit dem französischen Befehlshaber Prinz Friedrich von Hohenzollern-Hechingen ab, der zufolge Cosel ihm am 16. Juli 1807 zu übergeben war. Das Eintreffen der Nachricht vom Frieden von Tilsit verhinderte dies am 14. Juli und Cosel blieb Preußen erhalten.
Der König hatte den Bericht Neumanns mit der Beförderung Neumanns zum Generalmajor und mit dem Versprechen an die Bürger Kosels, im kommenden Frieden den Wiederaufbau ihrer Stadt zu unterstützen, beantwortet:

„Allerhöchste Kabinettsorder Kydullen 11. April 1807, An den Oberst von Neumann zu Kosel; Mein lieber usw. Euer bei dem Regiment von Sanitz stehender Sohn hat Mir Euren Bericht vom 31. v. M. und das Journal von der Belagerung der Euch anvertrauten Festung Kosel richtig eingehändiget und sende ich denselben mit gegenwärtiger Antwort an euch zurück. Ich […] sehe nun sehr wohl ein, mit welchen Schwierigkeiten Ihr bei der Vertheidigung zu kämpfen gehabt habt. Um desto mehr Ehre macht es Euch aber auch, daß Ihr sie alle überwunden und die Festung erhalten habt. Ich erkenne solches mit verbindlichem Danke und werde eine schickliche Gelegenheit, Euch thätige Beweise Meiner besonderen Zufriedenheit zu geben, gewiß ebenso gern benutzen als Ich bestimmt darauf rechne, daß Ihr einen neuen Angriff, wenn solchen der Feind etwa tentieren sollte, ebenso glücklich zurückweisen und die Festung auf keine Weise und unter keiner Bedingung in Feindes Hände kommen lassen werdet […] Allerhöchst Eigenhändige Nachschrift: Als einen Beweis meiner vorzüglichen Zufriedenheit mit Ihrem klugen und standhaften Benehmen avanciere Ich Sie hiermit zum Generalmajor und erwarte, daß dieses zu Ihrer ferneren Ermunterung dienen wird.“

Die Kabinettsorder erreichte Cosel erst nach der Ratifikation der Kapitulation am 18. Juni 1807. David von Neumann war gestorben, ohne von seiner Ernennung zum General erfahren zu haben. Seinen entscheidenden Anteil an der erfolgreichen Verteidigung Cosels würdigte Wilhelm I. im Jahr 1880, indem er Neumanns Nachfahren erlaubte, den Namen von Neumann-Cosel zu führen.
Neumanns Grabmal befand sich im Casinopark in Cosel. Zu Ehren Neumanns ließ König Friedrich Wilhelm in Cosel in der Oderpromenade auf der Oderbastion das General-Neumann-Denkmal errichten.

## Familie
David von Neumann war seit 14. November 1780 mit Elisabeth Josepha Maria Antonia geb. von Jost (1745–1827) verheiratet. Aus der Ehe gingen sechs Kinder hervor.
- Friedrich David (1781–1785)
- Helene Charlotte Christiane Elisabeth (*/† 1784)
- August Wilhelm (1786–1865), preußischer General der Infanterie sowie Chef des preußischen Militärkabinetts. Während der Kämpfe um Cosel diente er als Adjutant seines Vaters ⚭ Amalie von Dresky (* 17. August 1788; † 9. Februar 1859)
- Friedrich Albert (1787–1818), preußischer Major und Kommandeur des Breslauer Garde-Landwehrbataillons
- Elisabeth Amalie Henriette Juliane (1791–1794)
- Amalie Henriette Juliane (* 1795)